# Fulco van Gulik
Fulco van Gulik (* 1. August 1979 in Voorburg) ist ein ehemaliger niederländischer Radrennfahrer.

## Sportliche Laufbahn
Fulco van Gulik begann seine Karriere 1999 bei dem AXA Cycling Team. Im Jahr 2000 gewann er die Tour Beneden-Maas und den Omloop der Vlaamse Gewesten. 2001 wechselte er zu Lotto-Adecco und 2003 zu Bert Story-Piels. In seinem ersten Jahr bei Bert Story-Piels gewann er jeweils eine Etappe bei der Olympia’s Tour und beim OZ Wielerweekend. 2004 gewann er zwei Etappen der Ronde van Antwerpen und 2005 die Dorpenomloop. 2006 wechselte Fulco van Gulik zu Ubbink-Syntec und ab 2007 fuhr er für das Krolstone Continental Team. Dort beendete er 2009 seine aktive Radsportlaufbahn.

## Berufliches
Ab 2018 arbeitete Fulco van Gulik als Assistent des niederländischen Nationaltrainers Hugo Haak im Sprintbereich des Bahnradsports. Im Herbst 2021 wurde er Trainer im Ausdauerbereich. Nach dem schweren Trainingsunfall von Amy Pieters im Dezember 2021 zog er sich als Trainer zurück. Er soll an dem Sturz der Sportlerin beteiligt gewesen sein.

## Privates
Van Gulik ist der Ehemann der ehemaligen Radsportlerin Pleuni Möhlmann und damit Schwiegersohn der Radsportler Anne Riemersma und Gerrit Möhlmann.

## Erfolge
2000
- Tour Beneden-Maas

2003
- eine Etappe Olympia’s Tour
- eine Etappe OZ Wielerweekend